# Distretto di Kogon
Il distretto di Kogon è uno degli 11 distretti della Regione di Bukhara, in Uzbekistan. Il capoluogo è Kogon.